# Apomiksis
U botanici, apomiksis je definisao Hans Vinkler kao zamenu normalne polne reprodukcije bespolnim razmnožavanjem, bez fertilizacije. Plodovi se mogu razviti i bez oplodnje, a ta se pojava zove apomiksis (od grčke reči apo - bez i miksis - sjedinjenje). U tom slučaju embrion (klica) nastaje bez prethodne oplodnje, odnosno bez prisustva polena. Poseban vid apomiksisa je kad se u plodu razvije klijavo seme. Ona se pojava zove partenogeneza (od grčke reči partenos - devojka i genesis - razmnožavanje). Dakle, plodovi sadrže semenke, koje iako nisu oplođene, zadrže klijavost. U tom slučaju embrion ili klica nastaje iz neoplođene jajne ćelije. Ta pojava je raširena npr. kod oraha. Iz takvog semena razvijaju se biljke, čija su svojstva istovetna svojstvima majke od koje je seme uzeto.

## Literatura
- Gvaladze G.E. (1976). Forms of Apomixis in the genus Allium L. In: S.S. Khokhlov (Ed.): Apomixis and Breeding, Amarind Pub., New Delhi-Bombay-Calcutta-New York pp. 160–165
- Bhojwani S.S.& Bhatnagar S.P. (1988). The Embryology of angiosperms. Vikas Publishing house Pvt.Ltd. New Delhi.
- Heslop-Harrison, J. (1972) "Sexuality in Angiosperms,"pp. 133–289, In Steward,F.C. (ed.) Plant Physiology, Vol. 6C, Academic Press New York.